# Savinja
Savinja je reka v osrednji Sloveniji, levi pritok Save. Izvira v Kamniško-Savinjskih Alpah, teče skozi Zgornjo Savinjsko dolino in Spodnjo Savinjsko dolino ter se pri Zidanem Mostu izliva v Savo. Je šesta najdaljša reka v Sloveniji in najdaljša med tistimi, ki v celoti tečejo po slovenskem ozemlju.
Levi pritoki so Ljubnica pri Ljubnem, Rečica pri Spodnji Rečici, Mozirnica in Trnava v Mozirju, Ljubija, Paka pod Letušem, Ložnica in Voglajna v Celju ter Gračnica pod Rimskimi Toplicami. 
Glavni desni pritoki so Lučnica v Lučah, Dreta v Nazarjah, Bolska pod Preboldom ter Rečica v Laškem.

## Opis reke
Prvi izvir Savinje je v krnici Okrešelj v n.v. 1310 m, nato po kratkem toku pada prek slapa Rinka v zgornji del Logarske doline in kmalu izgine v apnenčastem grušču, le občasno teče kot Kotovec po večino časa suhi strugi. Voda pride ponovno na dan v izviru Črna (n.v. 740 m) in teče po spodnjem delu doline. Iz Matkovega kota se Črni pridruži potok Jezera in od tu naprej se vodotok imenuje Savinja. Po ozki gorski dolini teče proti jugovzhodu skozi Solčavo, malo naprej dobiva iz Robanovega kota desni pritok Belo, nad Lučami pa se v ozki soteski prebije med apnenčastima Dleskovško planoto in Raduho. V Lučah se vanjo iz doline Podvolovljek steka desni pritok Lučnica, nato teče Savinja večinoma po oligocenskem tufu do Ljubnega, kjer izpod Smrekovca vanjo priteka Ljubnica. Dolina se tu razširi, reko na obeh straneh spremlja široka prodna terasa s številnimi naselji, vse do Nazarij, kjer dobi z desne pritok Dreto. Po kratki zožitvi vstopi reka v majhno Mozirsko kotlinico, teče mimo Mozirja in tu se ji malo naprej z leve pridruži Ljubija. Skozi dve kratki soteski zapusti Zgornjo Savinjsko dolino ter pri Letušu preide v širšo Spodnjo Savinjsko dolino, kamor je v zadnji ledeni dobi nasula obsežen prodni vršaj.
Nekoliko pod Letušem se v Savinjo izliva reka Paka, nato teče prečno prek celotne doline po skoraj ravni, umetno regulirani strugi do južnega roba doline, kjer se ji pod Preboldom pridruži večji potok Bolska. Od tu do Celja teče Savinja po skrajnem južnem robu Spodnje Savinjske doline; na njeni levi strani je široka poplavna ravnica, na desni strani se je zarezala v vršaje pritokov iz Posavskega hribovja (Kolja, Zibika, Artišnica, Bistrica).
V Celju je eno največjih sovodenj v Sloveniji, saj se z leve strani Savinji pridružita Ložnica s pritoki Pirešica, Sušnica in Koprivnica ter Voglajna s Hudinjo. Tu Savinja zapusti Spodnjo Savinjsko dolino in se v ostrem kolenu usmeri proti jugu ter teče prečno na tektonske strukture Posavskega hribovja. Dolina je večinoma ozka, a zaradi hitrega menjavanja različno odpornih kamnin zelo slikovita. Nekoliko širša je le pri Laškem, kjer se v Savinjo z desne steka potoka Rečica in z leve Lahomnica, ter pri Rimskih Toplicah, kjer se ji z desne strani pridruži potok Ična. Nekoliko niže dobi z leve še zadnji večji pritok Gračnico in nato teče po ozki dolini vse do izliva v Savo pri Zidanem Mostu.

## Hidronim in etimologija
Po mnenju etimologov je ime reke predslovanskega izvora in naj bi imelo podoben izvor kot Sava. V zgodovinskih virih se pojavlja mdr. v oblikah Sana (9. stoletje), Souna (1028), Sewn (1342), Saan (1451). Nemško ime reke je Sann in naj bi se prav tako razvilo iz slovenske oblike Sav?na.

## Hidrogeografija
Savinja je v celotnem toku izrazito hudourniška reka z veliko spremenljivostjo vodnega toka. Ima dežno-snežni režim s prvim viškom pretokov v jesenskih mesecih zaradi večje količine padavin in zmanjšane evapotranspiracije ter drugi višek v spomladanskih mesecih zaradi taljenja snega. Glavni nižek je v poletnih mesecih zaradi višjih temperatur in povečane evapotranspiracije, drugi nižek v zimskem času zaradi snežne retinence.
Hudourniški značaj Savinje se izrazito kaže iz primerjave med najmanjšimi in največjimi zabeleženimi pretoki v obdobju 1970–2000: na vodomerni postaji Solčava je bila ta razlika 255-kratna, v Nazarjah 288-kratna, Laškem 335-kratna in Velikem Širju 316-kratna.
Najmanjši in največji zabeleženi pretoki Savinje v obdobju 1970–2000 (m3/s) 
| Vodomerna postaja | Najmanjši pretok (datum) | Največji pretok (datum) |
| ----------------- | ------------------------ | ----------------------- |
| Solčava I         | 0,12 (5.10.1987)         | 148 (7.11.2000)         |
| Nazarje           | 2,2 (1.2.1987)           | 635 (1.11.1990)         |
| Laško I           | 4,2 (2.8.1983)           | 1406 (1.11.1990)        |
| Veliko Širje I    | 4,72 (20.7.1976)         | 1490 (1.11.1990)        |

## Poplave
Ljudi ob Savinji in njenih pritokih pogosto prizadenejo poplave, ki se pojavljajo bodisi ob močnih poletnih neurjih (npr. poplava v Celju 4. in 5. junija 1954) ali dolgotrajnejših jesenskih deževjih (1. novembra 1990).
V Zgornji Savinjski dolini so poplave izrazito hudourniške, odnašajo mostove, jezove, ceste, stanovanjske in druge objekte, z najrazličnejšim plavjem pa zasipljejo poplavno ravnico (najhujše razdejanje je povzročila poplava 1. novembra 1990).
V Spodnji Savinjski dolini je človek z regulacijskimi deli ter gradnjo protipoplavnih nasipov sicer preprečil razlivanje poplavnih voda po obsežni poplavni ravnici na levem bregu Savinje od Šempetra v Savinjski dolini do Celja. Negativne posledice tega so hitrejši rečni tok po regulirani strugi, močnejše erozijsko delovanje ter hitrejši dotok večjih količin vode in plavja v Celje in Laško, ki sta zaradi poplav najbolj ogrožena. Zlasti lega Celja je z vidika poplav izrazito neugodna, saj se tu poplavnim vodam Savinje pridružijo še vode Hudinje, Voglajne in Ložnice; samo v zadnjih sto letih je mesto doživelo devet velikih poplav.
Savinja je poplavljala že v davnini in je nekje v poznorimski dobi močno prizadela tedanjo Celeio, ko je verjetno prestavila strugo na južno stran mesta, približno v sedanjo strugo. Prej je tekla severno od takratne naselbine.
V zgodovinskih virih sta prvi zabeleženi poplavi leta 1496 in 1497, od velike poplave leta 1672 pa se je do danes ohranila označba na Vodnem stolpu v Celju. Pred regulacijskimi deli v drugi polovici 19. st. je Savinja v Celju in Laškem poplavljala kar 15-krat (mdr. 1847 in 1851). Regulacije so sicer precej zmanjšale obseg poplav v Spodnji Savinjski dolini, močno pa se je povečala nevarnost poplav v Celju in Laškem. Tako je bilo v 20. stoletju kar sedem hudih poplav, ki so povzročile ogromno škodo in tudi človeške žrtve (16. 11. 1901, 12. 11. 1925, 8. 8. 1926, 23.-24. 9. 1933, 4.-5. 6. 1954, 1. 11. 1990, 4.-5. 11. 1998). Vse do poplav leta 1954 je bilo vsakič najbolj prizadeto Celje, poplava 1990 je poleg Celja močno prizadela tudi Zgornjo Savinjsko dolino in Laško, novembrska poplava 1998 pa je naredila najhujše opustošenje v Laškem, podobno poplavi 22. 8. 2005 in 18.-19. 9. 2010.
Od leta 2012 poteka obsežen projekt Zagotovitev celovite poplavne varnosti na porečju Savinje, ki bo stal 45,5 milijonov evrov in ga v višini 85 % financira Evropska unija iz kohezijskih skladov. V prvi fazi 2012–2015 naj bi izvedli krajevne ukrepe za protipoplavno zaščito najbolj ogroženih delov Celja, Vojnika, Laškega in Luč, do zaključka projekta leta 2023 pa naj bi bila v drugi fazi projekta »... poplavna varnost Celja in Laškega pred 100-letnimi vodami dosežena ... z izvedbo celovitih ukrepov ...«.

## Kakovost vode
V povirnem delu so bili Savinja in večina pritokov tudi v preteklosti razmeroma čisti, bolj onesnažena je bila Savinja v Spodnji Savinjski dolini (predvsem zaradi dotoka močno onesnažene Pake iz Šaleške doline) in od Celja navzdol (dotok močno onesnažene Voglajne in Hudinje). V zadnjih dveh desetletjih so se razmere izboljšale: po rezultatih stalnega monitoringa, ki ga v skladu z evropsko direktivo o vodah izvaja ARSO, so zdaj Savinja s pritoki v dobrem kemijskem in tudi ekološkem stanju, razen Pake, Hudinje in Voglajne, ki so zaenkrat še v zmernem stanju.
Razloga za občutno izboljšanje kakovosti vode sta predvsem dva. Onesnaževanje voda zaradi industrije se je bistveno zmanjšalo z uvedbo zaprtih krogotokov tehnološke vode v proizvodnji ter s propadom nekaterih velikih onesnaževalcev. Onesnaževanje s komunalnimi odplakami so uspeli zmanjšati s pospešeno gradnjo kanalizacijskih omrežjih in čistilnih naprav v vseh večjih naseljih, v precejšnji meri s sredstvi iz evropskih skladov. Največje čistilne naprave v porečju Savinje so Celje (85.000 PE), Šoštanj (50.000 PE; za Šaleško dolino), Laško (38.400 PE), Žalec (18.750 PE; za velik del Spodnje Savinjske doline) in Šentjur (13.000 PE).

## Ljudje in reka
V preteklosti je bila Savinja pomemben vir energije za pogon številnih žag in mlinov, ki so v 20. stoletju drug za drugem utihnili ali pa so lastniki prešli na električni pogon. Velike težave je pri tem delal hudourniški značaj Savinje, ki ni dovoljeval postavitve žage ali mlina na rečni breg. Problem so rešili z mlinščicami, po katerih so potrebne količine vode odvajali iz glavne struge na posebej za ta namen zgrajenih jezovih, ki pa so jim jih poplave pogosto odnesle. Najdaljša mlinščica je 14 km dolga Struga (tudi Podvinska struga) v Spodnji Savinjski dolini, ki se začne pri jezu v Podvinu in teče po poplavni ravnici na levem bregu Savinje vse do niže Žalca. Mlinščice so tudi na obeh bregovih Savinje pri Mozirju (desna teče deloma skozi Mozirski gaj), na levem bregu med Grušovljami in Spodnjo Rečico ter na desnem bregu v Lučah.
Vse do začetka 2. svetovne vojne je bilo splavarjenje zelo pomembna dejavnost na Savinji. Etnolog Angelos Baš v svoji knjigi Savinjski splavarji piše, da je prvo omembo splavarjenja na Savinji našel v listini iz leta 1478, ko je cesar Friderik III. iz Gradca naročal celjskemu glavarju, »... naj dovoli splavariti po Savinji samo v času, ki je za to v navadi, ne pa sicer, ... ko trpijo zavoljo tega škodo ... travniki in druga tamkajšnja zemljišča«. Splavarjenje je obstajalo gotovo tudi že prej, saj se v Dravski dolini omenja že v 13. stoletju, drugod po Srednji Evropi pa še prej, v 11. in 12. stoletju. Pozneje je v več virih zapisano, da so zemljiški gospodje od splavov pobirali desetino, splavarji pa so morali plačevati tudi mitnino (mitnice so bile npr. pri gradu Vrbovec v Nazarjah, Radečah in Jesenicah na Dolenjskem). Največkrat se omenjajo splavarji iz Zgornje Savinjske doline, ki so sprva vozili les v splavih do Celja, od sredine 18. stoletja pa vse pogosteje neposredno na Hrvaško in v Slavonijo, vse do pomembne trdnjave Brod na turški meji (današnji Slavonski Brod). Trdnjave v takratni Vojni krajini so imele sklenjene pogodbe s savinjskimi flosarji in zanje je bil to tako pomemben dohodek, da so z njim lahko poplačali vse dajatve. Najbolj iskan je bil smrekov in jelov les, ki so ga potrebovali za stavbni les, so pa Savinjčani s splavi vozili tudi drugo blago, predvsem apno in lončarske izdelke.
Okoli leta 1840 so savinjski splavarji svoje vožnje podaljšali še naprej proti vzhodu, vse do Beograda in naprej skozi Đerdap do Orşove in Calafata ter verjetno še naprej vse do Cernavode v današnji Romuniji, vendar so tako daleč vozili le do konca 19. stoletja. V tem času je bila tudi vožnja po rekah že nekoliko lažja, saj so prva regulacijska dela na Savinji opravili že v drugi polovici 18. stoletja. Kljub temu so lahko do Celja vozili samo manjši splavi, tam so po dva splava zvezali v večjega, pri Zidanem Mostu pa so zvezali po štiri splave v enega velikega. Večinoma so v tem času s splavi prevažali deske in letve, pogosto tudi tesan les za stavbe in ostrešja. Po nekaterih ocenah naj bi v tem času po Savinji vsako leto odpeljalo približno 1500 splavov desk in približno 300 splavov letev.
Zgodovinski viri iz začetka 19. stoletja pričajo, da je bilo splavarjenje v tistem času »... glavna gospodarska panoga prebivalstva pod Ljubnim in Gornjim Gradom« vse od sredine 18. stoletja dalje. V opisu gornjegrajskega gospostva iz leta 1801 npr. piše: »... za tukajšnje (v gornjegrajskem gospostvu) podložnike lesna trgovina šteje kot prvi poglavitni vir denarnega obtoka.« V drugem zapisu iz leta 1807 je zapisano podobno: » ... na Dreti in Savinji dajejo vožnje s splavi veliko zaslužka ne le lastnikom žag in splavov, temveč tudi številnim kočarjem in malim posestnikom, ki se uporabljajo kot splavarski hlapci.«
Regulacija Savinje v Spodnji Savinjski dolini v 70. letih 19. stoletja je splavarjenju sicer koristila, vendar so takrat izdali tudi strog predpis za splavarjenje na Savinji, po katerem so smeli pristajati le na posebej določenih mestih, voziti le ob ustreznem vodostaju in samo posamični splavi, da niso poškodovali jezov in mostov. Šele od Celja naprej so lahko vozili po dva zvezana splava skupaj. Po ocenah je konec 19. stoletja skozi Celje letno peljalo približno 2000 splavov. Živahno splavarjenje se je nadaljevalo tudi v 20. stoletju, ko so največ splavov pripeljali do Zagreba, Sremske Mitrovice, Beograda in Pančeva; še leta 1938 je npr. skozi Celje peljalo 4071 splavov. Na začetku 2. svetovne vojne je ta nekoč pomembna dejavnost zamrla. Od nje se je do današnjih dni ohranila turistična prireditev Flosarski bal na Ljubnem, splavarstvu je posvečen tudi del stalne razstave v Muzeju gozdarstva in lesarstva v gradu Vrbovec v Nazarjah.

## Galerija
- Rinka
- Izvir Črna
- Savinja v Raduhi
- Savinja v  Lučah
- Savinja v Ljubnem, 1965
- Savinja v  Nazarjah, Vekoslav Kramarič, med 1928–1947
- Savinja v Mozirju
- Savinja v Letušu, 1958
- Jez 1 v Celju
- Savinja v Celju, Breg
- Savinja v Celju, Masaryk in jez 2
- Savinja v Celju pred zavojem na jug proti Laškemu
- Savinja pod Celjskim gradom v Pečovniku proti severovzhodu
- Savinja v Laškem
- Savinja med Laškim in Zidanim Mostom
- Izliv Savinje v Savo v Zidanem Mostu in železniška mostova
- Izliv, 1914

Poplave
- Savinja ob poplavi v Celju, 16. november 1901
- Savinja ob poplavi v Laškem, 20. september 2010